# Ditlev von Pentz
Ditlev von Pentz (16. december 1744 på Fjællebro – 10. maj 1821 i Aarhus) var en dansk godsejer og stiftamtmand.
Han var en søn af konferensråd Frederik Ludvig Christian von Pentz (1716 – 28. november 1770) og Ane Margrethe f. von Holstein (1719 – 30. oktober 1770). Han blev allerede 1753 udnævnt til kornet ved 3. jyske kyrasserregiment, 1756 til løjtnant og 1761, efter overstået eksamen ved Landkadetakademiet i København, til sekond-ritmester ved samme regiment, men tog 1767 afsked fra krigstjenesten og levede nu i nogle år som landmand, indtil han 1780 udnævntes til amtmand over Nordre Bergenhus Amt, hvorfra han 1781 forflyttedes til Hedemarkens Amt. Under hans virksomhed her lykkedes det ham at få samejeforholdet til en stor skovstrækning hævet og derved at få sat en stopper for den hidtidige hensynsløse skovhugst. 1789 blev han amtmand over Dronningborg, Silkeborg og Mariager Amter, og fra begyndelsen af 1794 overtog han stillingen som stiftamtmand i Aalborg og amtmand over Aalborg Amt. I dette embede forblev han indtil udgangen af året 1815, da han tog sin afsked og flyttede til Aarhus, hvor han døde 10. maj 1821.
Som stiftamtmand indlagde han sig ikke ringe fortjenester af Aalborg by. Han fik således her gennemført opførelsen og udbedringen af forskellige offentlige bygninger, havnevæsenets omorganisation og salget af Aalborg Hospitals bøndergods. 1766 var han blevet kammerjunker, 1773 kammerherre, 1793 hvid ridder og 1812 gehejmekonferensråd. 25. september 1767 blev han gift med Øllegaard Rodsteen Sehested (25. august 1737 – i Aarhus 12. september 1817), en datter af oberst Malte Sehested og Sophie Amalie f. Rantzau.